# Fiuggi
Fiuggi ist eine Stadt in der Provinz Frosinone in der italienischen Region Latium mit 10.079 Einwohnern (Stand 31. Dezember 2023). Sie liegt 80 km östlich von Rom und 30 km nordöstlich von Frosinone.
Bis 1911 hieß die Stadt Anticoli di Campagna. Sie ist für ihre Heilquellen und ihr natürliches Mineralwasser bekannt.

## Geographie
Fiuggi liegt in den Monti Ernici und ist Mitglied der Comunità Montana Monti Ernici.
Der mittelalterliche Stadtkern, Fiuggi Città, liegt auf einem Hügel in 757 m Höhe. Südlich vorgelagert ist der neuere Stadtteil Fiuggi Fonte mit Thermalanlagen, Parkanlagen und Kongressgebäuden. Im Jahr 1911 wurde die Stadt durch die Bonifatius-Heilquelle zum Kurort. Neben dem Heilwasser ist Fiuggi auch für seinen Weinanbau bekannt.
Die Nachbargemeinden sind Acuto, Ferentino, Guarcino, Piglio, Torre Cajetani, Trevi nel Lazio und Trivigliano.

## Bevölkerungsentwicklung
| Jahr      | 1871 | 1881 | 1901 | 1921 | 1936 | 1951 | 1971 | 1991 | 2001 |
| --------- | ---- | ---- | ---- | ---- | ---- | ---- | ---- | ---- | ---- |
| Einwohner | 2024 | 2238 | 2757 | 3655 | 4406 | 5049 | 6454 | 8265 | 8763 |

Quelle: ISTAT

## Politik
Vom 25. bis 29. Januar 1995 fand in Fiuggi der erste Parteitag der Alleanza Nazionale statt, Nachfolgepartei des rechtsextremen Movimento Sociale Italiano (MSI). Dabei distanzierte sich die Partei vom Faschismus. Ihr Wandel von einer neofaschistischen zu einer demokratisch-rechtskonservativen Partei wird daher in der italienischen Presse und politikwissenschaftlichen Literatur als svolta di Fiuggi („Wende von Fiuggi“) bezeichnet.
Virginio Bonanni (Bürgerliste) wurde im April 2005 zum zweiten Mal zum Bürgermeister gewählt. 2010 wurde Fabrizio Martini (Lista Civica) zum neuen Bürgermeister gewählt.
Seit 1986 ist Fiuggi Partnerstadt der deutschen Stadt Helmstedt.

## Sport
In der Vergangenheit war die Stadt mehrmals Etappenort des Giro d’Italia.

## Persönlichkeiten
- Biagio Vittorio Terrinoni (1914–1996), Geistlicher